# Bordán Dezső
Bordán Dezső (Eger, 1943. június 26. –) magyar tornász, olimpikon, edző. Az év magyar tornásza (1969). A magyar férfi válogatott szövetségi kapitánya (1974–1990).

## Pályafutása
Bordán János és Liszkay Irén gyermekeként született. 1961-ben az egri Dobó István Gimnáziumban érettségizett. 1965-ben a Testnevelési Főiskolán testnevelő tanári, 1969-ben torna szakedzői diplomát szerzett.
1957 és 1961 között au Egri Sportiskola, 1961 és 1965 között a TFSE, 1965 és 1973 között az Újpesti Dózsa tornásza volt. Nevelő edzője Szűcs András (1957–61), edzői Aradi Gyula (1961–70)), Sántha Lajos és Berek Géza voltak. Ötszörös magyar bajnok. 1969-ben és az év magyar tornászának választották. 1965 és 1970 között a válogatott keret tagja volt. Részt vett az 1968-as mexikóvárosi olimpián.
1966-tól edzőként is tevékenykedett. 1977-től mesteredző. 1966 és 1970 között az Újpesti Dózsa és a KSI edzője volt. 1971-től a Magyar Torna Szövetség munkatársa és a válogatott egyik edzője volt. 1974 és 1990 között a férfi válogatott szövetségi kapitányaként tevékenykedett. Az 1974-es világbajnokságon és az 1976-os montréali olimpián negyedik helyezést ért el a csapattal. Az 1980-as moszkvai olimpián bronzérmet szerzett a válogatott a szakmai irányításával. 1990 és 1993 között az osztrák válogatott edzőjeként dolgozott.

## Családja
Felesége Kurucz Nadinka testnevelő tanár. Fiai Bordán Attila média szakember és Bordán Csaba tornász, edző.

## Sikerei, díjai

### Tornászként
- Az év magyar tornásza (1969)
- Olimpiai játékok
  - 13.: 1968, Mexikóváros (összetett, csapat)
- Magyar bajnokság
  - csapat
    - bajnok (3): 1967, 1969, 1970

  - gyűrű
    - 2.: 1966
    - 3.: 1965

  - korlát
    - bajnok: 1969
    - 2. (2): 1967 (holtversenyben), 1968

  - lólengés
    - 2. (4): 1965, 1966, 1967, 1968
    - 3. (2): 1969, 1970

  - lóugrás
    - 3. (3): 1965, 1966, 1969

  - nyújtó
    - bajnok: 1970
    - 3. (3): 1965, 1966, 1969

### Szövetségi kapitányként
- Olimpiai játékok
  - 3.: 1980, Moszkva (összetett, csapat)
  - 4.: 1976, Montréal (összetett, csapat)
- Világbajnokság
  - 4.: 1974 (összetett, csapat)